# ابراهیم خفاجی
ابراهیم خفاجی (عربی: إبراهيم بن عبد الرحمن بن حسين خفاجي، زاده: ۲۴ نوامبر ۱۹۲۶ – درگذشته: ۲۴ نوامبر ۲۰۱۷) شاعر و ترانه‌سرای معاصر سعودی و تهیه‌کننده سرود ملی عربستان سعودی است. وی که منتصب به قبیله خفاجه در منطقه حجاز مکه است در مکه مکرمه به دنیا آمد.

## زندگی‌نامه
ابراهیم خفاجی از همان دوران جوانی ذوق شعری اش شروع شد و اولین ترانه ای که نوشت ای پدر پلک چشم «یا ناعس الجفن لبیه» بود و آهنگش توسط طارق عبدالحکیم ساخته شد.
او دوران تحصیلش را در مکه مکرمه شروع کرد و در سال ۱۳۶۴ هجری از مدرسه فنی مکه در رشته ارتباطات بی‌سیمی فارغ‌التحصیل شد. در سال ۱۳۷۳ هجری در بخش رادیو عربستان سعودی مشغول کار شد، وی در سال ۱۳۸۹بازنشسته شد.

## همکاری با هنرمندان
با بسیاری از هنرمندان عرب همکاری داشت از جمله:
- عبادی الجوهر
- محمد عبده
- طلال مداح

## درگذشت
در ۲۹ سپتامبر سال ۲۰۱۷ وضعیت سلامتی او رو به وخامت گذاشت و به مکه منتقل شد. به گفته خانواده اش وی در روزهای پایانی زندگی با بیماری‌های قلب، گوارش و خونریزی داخلی مواجه بود به طوریکه با دستگاه تنفس می‌کرد و دیدار با او ممنوع شده بود.